# Trans-sialidasa de Trypanosoma cruzi

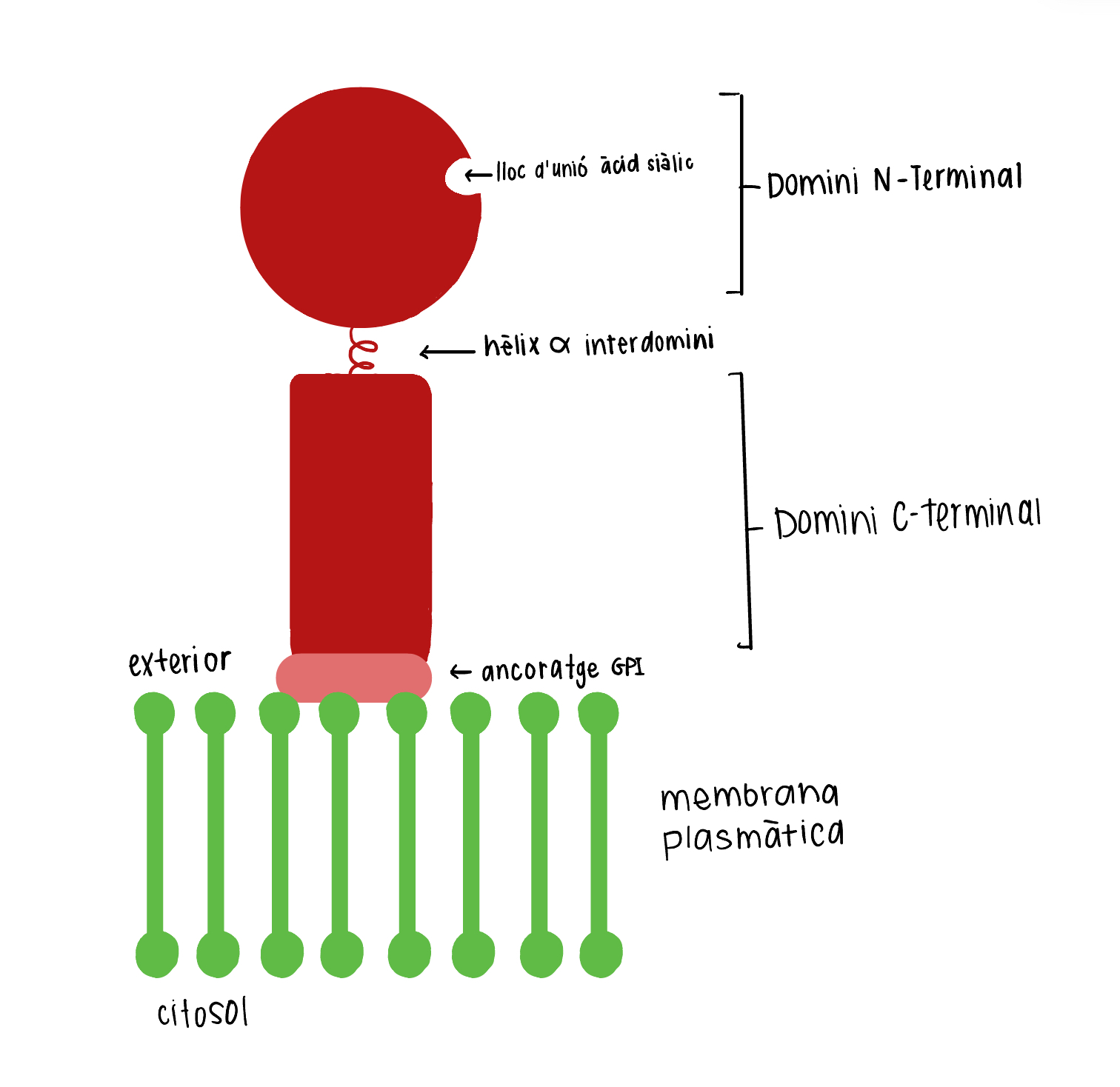
Estructura trans-sialidasa Trypanosoma cruzi

La trans-sialidasa és un enzim inusual expressat per diverses espècies del gènere Trypanosoma, però especialment característic de Trypanosoma cruzi, agent causant de la malaltia de Chagas a l’Amèrica del Sud. Es tracta d'una hidrolasa glicosídica que confereix al paràsit la capacitat de transferir residus d'àcid siàlic des de glicoconjugats exògens, com glicoproteïnes o glicolípids amb àcid siàlic, cap a molècules acceptores pròpies, ja que el protozou és incapaç de sintetitzar per ell mateix l'àcid siàlic. Aquesta molècula és essencial, sobretot en mamífers, ja que participa en la senyalització cel·lular, en la regulació del sistema immunitari i en la interacció amb patògens gràcies a la seva càrrega negativa.
Tot i que funcionalment és una variant de la sialidasa, la trans-sialidasa catalitza una reacció de transferència característica que la diferencia de les sialiltransferases habituals per la seva elevada especificitat pels substrats. A més, segons la seva estructura primària es classifica dins de la família 33 de les glucosidases, on també s’inclouen diverses sialidases d’origen bacterià.
Aquest enzim va ser detectat inicialment en les formes de tripomastigot i epimastigot del paràsit. Posteriorment, va observar-se una associació entre la trans-sialidasa i proteïnes polimòrfiques que s’expressen en la forma de tripomastigot, relacionant-ho amb l'expressió del gen d'aquest enzim en aquesta forma.

### Paper de la trans-sialidasa
La trans-sialidasa permet la incorporació de residus d'àcid siàlic amb enllaços alfa-2,3 a les glicoproteïnes de superfície del paràsit. Aquesta activitat ha estat demostrada tant in vitro com in vivo, i resulta essencial per tal que el paràsit pugui presentar àcid siàlic malgrat ser incapaç de sintetitzar-lo. De fet, la primera evidència de la necessitat d’aquest enzim va ser la detecció d'àcid siàlic a les membranes dels epimastigots, tot i que ja se sabia que aquests no podien formar-lo.

### Localització
L’enzim trans-sialidasa es localitza principalment en la superfície del paràsit, motiu pel qual també es coneix com a glicosilasa de superfície. S'inclou en una capa densa que recobreix la seva membrana plasmàtica, on hi ha una elevada concentració de molècules de trans-sialidasa, així com també de glicoproteïnes amb àcid siàlic.
Aquesta localització és fonamental per al correcte funcionament, ja que permet a T. cruzi interaccionar amb les cèl·lules de l’hoste, facilitant l'adhesió cel·lular i l'evasió del sistema immunitari. 
En la seva forma de tripomastigot, la trans-sialidasa es troba ancorada a la superfície mitjançant un enllaç de tipus glicosilfosfatidilinositol (GPI).  Aquest enzim, però pot actuar tant en la seva forma ancorada com en la seva forma soluble, després de ser alliberada al medi extracel·lular per l’acció d’una fosfolipasa específica.

## Estructura
La proteïna està formada per un domini N-terminal que és el que té l'activitat catalítica, un domini C-terminal amb l'organització de lectina i un domini desplegat format per repeticions de 12 aminoàcids també conegut com a SAPA.
El domini N-terminal està format per 680 aminoàcids, és ric en aminoàcids aromàtics i conté tots els residus que participen en la unió de l'àcid siàlic. Està unit al domini C-terminal gràcies a una hèlix-alfa.
La isoforma més comuna de la trans-sialidasa és causada per un canvi de tirosina a histidina en la posició 342. Aquesta isoforma és inactiva, és a dir, provoca una pèrdua de funció enzimàtica. Tot i que no es pugui produir la reacció corresponent, segueix mantenint la capacitat d'unir-se a l'àcid siàlic. A més, el residu hidrofòbic Tyr119 canvia de posició en funció de la presència o absència d'àcid siàlic

### Mecanisme catalític
El mecanisme catalític de la trans-sialidasa es basa en el fet que quan s'apropa l'àcid siàlic, els residus hidrofòbics Tyr119 i Trp312 s'allunyen per permetre l'entrada d'aquest al lloc catalític. Un cop arriba a aquesta estructura, el grup carboxil del sialòsid (compost format per àcid siàlic i una altra molècula) s'uneix a la tríada d'arginina formada per Arg35, Arg245 i Arg314. Per altra banda, el grup acetamida interactua amb Asp96 per tal de que l'anell adopti una conformació 4H5. El grup hidroxil present en Tyr342 actua com a nucleòfil amb l'ajuda de Glu230 formant un intermediari covalent amb l'anell de l'àcid siàlic.  L'intermediari covalent adopta una conformació 2C5 i Asp59 dona el seu protó al substrat aglucona. La trans-sialidasa és el primer enzim conegut que té una catàlisi àcid-base i que conté una tirosina com a nucleòfil catalític. Mitjançant el mecanisme de ping-pong l'aglucona marxa per permetre que el substrat acceptor de l'àcid siàlic es pugui unir a l'enzim. Això passa a partir de l’atac del grup 3-OH d'una part de la lactosa desprotonada pel residu d’Asp59 que actua com a catalista àcid/base al C2 de l'enzim siàlic intermediari.

## Patró d'expressió de la trans-sialidasa
T. cruzi depèn d'establir interaccions mediades per àcids siàlics per desenvolupar-se, adaptant els patrons de sialilació segons del context. Al tracte digestiu del triatomínid, el vector del paràsit, l'expressió de la trans-sialidasa és mínima i la interacció amb l'endoteli del vector és predominantment amb residus no-sialitzats degut a la incapacitat del vector per sintetitzar àcid siàlic propi.
Durant la diferenciació a tripomastigots metacíclics, la forma infectiva, l'expressió de la trans-sialidasa incrementa progressivament, amb un procés de sialilació de les mucines gp35/50 de la seva superfície, facilitant la posterior adhesió a l’hoste durant les primeres etapes de la infecció.
En circulació sanguínia, l'expressió de la trans-sialidasa assoleix el seu màxim. La incorporació de grans quantitats d'àcid siàlic resulta clau per evitar la lisi del paràsit, estabilitzant la seva superfície i protegint al paràsit de l’acció del sistema immune.

## Rol en la patogènia

### Subversió del sistema immune
L’evasió del sistema immune de l'hoste inicia tan aviat com infecta l’hoste i depèn de la interacció de la trans-sialidasa amb compostos rics en àcids siàlics. El paràsit adquireix una coberta rica en càrregues negatives que li permet escapar l’acció citotòxica de components del sèrum i l’opsonització per unió amb anticossos, i també interaccionar específicament amb cèl·lules dendrítiques, inhibint la secreció de la citoquina proinflamatòria IL-12, descoordinant així la resposta immune.
En aquest context, la trans-sialidasa també redueix la producció d'anticossos inhibitoris i no-inhibitoris contra el seu domini catalític i les regions SAPA, respectivament, i indueix l'apoptosi en cèl·lules immunitàries del timus i dels ganglis perifèrics.

### Malaltia de Chagas
La trans-sialidasa juga un paper clau en el desenvolupament de la simptomatologia associada a la malaltia de Chagas, a causa de la presència de residus d’àcid siàlic en la membrana de les cèl·lules de mamífers. A través de reaccions de trans-sialidació, altera els patrons de sialilació de les superfícies cel·lulars sobre les quals actua, causant diversos desordres hematològics i immunològics directament a través de la seva activitat:
- Eritropènia i trombicitopènia
- Aplàsia tímica

Durant la fase aguda de la infecció per T. cruzi, canvis en el patró de sialilació per acció de la trans-sialidasa en la membrana dels timòcits CD4+CD8+ doble positiu (DP) s’associa a una atròfia del còrtex tímic, causant la mort dels timòcits i errors en el seu desenvolupament. Aquests canvis disminueixen també la seva taxa de proliferació i l'adhesió epitelial, promovent la migració prematura dels timòcits i contribuint en la disfunció immunitària.
- Disminució de l'activació de les cèl·lules T CD4+ i CD8+
- Inflamació per inducció de secreció de IL-12 per les cèl·lules B

Simultàniament, la trans-sialidasa facilita la penetració en cèl·lules glials, neurals i epitelials a través de la unió amb TrkC i TrkA, receptors de factors de creixement neuronal , induint la formació d'un vacúol parasitòfor que penetra en la cèl·lula hoste. L'elevada expressió de la trans-sialidasa dels tripomastigots metacíclics pemet al paràsit escapar prematurament del vacúol, evitant així la degradació lisosomal.
En l’àmbit intracel·lular, la trans-sialidasa interactua amb la serina-treonina quinasa Akt (proteïna cinasa B), activant la via de senyalització Akt, estimulant mecanismes antiapoptòtics que protegeixen la cèl·lula contra l'estrès oxidatiu i les citocines proinflamatòries i evitant la lisi cel·lular, permetent al paràsit replicar-se continuadament a l'interior de la cèl·lula que parasita.
Durant la fase aguda de la infecció, la invasió del teixit neural, a més de la immunosupressió de l’hoste, s'associa a citotoxicitat i neurodegeneració. Simultàniament, l'activitat del complex TS/PDNF (Trans-Sialidase/Parasite-Derived Neurotrophic Factor) activa cascades de senyalització antiapoptòtiques. S’ha suggerit que ambdós mecanismes causen un desequilibri entre regeneració i degeneració, perllongant la presència del paràsit al teixit neural.

## Trans-sialidasa com a diana de fàrmacs
La trans-sialidasa del Trypanosoma cruzi és un factor de virulència clau i, per tant, constitueix un objecte d'estudi central en la recerca biomèdica tant per a la comprensió dels mecanismes patogènics de la malaltia de Chagas com per al desenvolupament de noves estratègies terapèutiques centrades en aquest enzim com a diana. Atès que es tracta d'un enzim essencial per al paràsit i sense cap anàleg ni en humans ni en cap hoste mamífer, representa un excel·lent objectiu per al disseny de fàrmacs amb mecanismes d'acció diversos i selectius, ja que minimitza la probabilitat d'efectes adversos en l’hoste. A més, s'està explorant com a possible base de les vacunes contra Trypanosoma cruzi.

### Vacunes
En l'any 1912, Blanchard va demostrar que els animals que havien sobreviscut a una infecció aguda de T. Cruzi eren immunes a la reinfecció. Des d'aquell moment es va investigar la immunització per a combatre'l i es van formular mètodes per a preparar el paràsit a la inoculació.
En l'any 1997, es va demostrar que l’administració d'anticossos monoclonals que reconeixen epítops, que requereixen àcid siàlic per a la seva activitat, a la superfície del paràsit del torrent sanguini, era capaç de reduir la parasitèmia de T. Cruzi, fet que augmentava la supervivència dels animals infectats. Es va trobar que la resposta era específica, ja que els anticossos monoclonals que reconeixien altres regions de l’enzim no van produir els mateixos efectes. Per això, quan un any després un estudi va mirar si la vacunació amb DNA podria immunitzar contra la infecció utilitzant com a antigen la trans-silalidasa, van poder concloure que la immunització activa amb DNA plasmídic codificant per al domini catalític de la trans-sialidasa va generar una resposta immune que protegia als ratolins contra la infecció per T. Cruzi. Tot i que l'estudi va avaluar efectivament aquesta resposta protectora, la trans-sialidasa recombinant va provocar una resposta significativa d'hipersensibilitat i va induir una intensa proliferació de cèl·lules limfoides derivades del gangli limfàtic i la melsa a ratolins immunitzats. Aquest és un fet que pot limitar el seu ús com a vacuna.
L'any següent, un altre estudi va comparar els efectes de la immunogenicitat dels plasmidis que contenien el gen del domini catalític de T. cruzi trans-sialidasa i trans-sialidasa recombinant i natiu. Tant els plasmidis com les proteïnes van generar una resposta immune forta després de 3-4 dosis, i la proteïna en la seva forma natural va generar una quantitat deu vegades superior d’anticossos que el plasmidi amb el gen catalític. La immunització amb DNA nu va generar principalment anticossos que no van protegir els ratolins de la mort després del desafiament amb T. cruzi, mentre que la proteïna recombinant va permetre la supervivència del 60% dels ratolins.

### Inhibidors
La trans-silidasa també serveix com a diana pel desenvolupament d'inhibidors. S'han trobat molècules anàlogues a substrats donadors i acceptors.

#### Inhibidors de substrats basats en donadors d'àcid siàlic
Aquests inhibidors, estructuralment, són semblants a l'àcid siàlic. Per veure quins podrien funcionar es van provar inhibidors coneguts emprats per altres enzims com la neuraminidasa de la Influenza, però s'obtenien pitjors resultats.
També hi ha un altre grup que són els inhibidors irreversibles de substrats donadors. Aquests han mostrat una inhibició de la trans-sialidasa a concentracions d'inhibidor entre 10 a 20 mM. S'ha trobat que alguns d'ells poden inhibir la trans-sialidasa, però un cop l'excés de la molècula se'n va l'enzim torna a estar actiu. Això és degut a la reversibilitat parcial d'alguns d'aquests inhibidors que no aconsegueixen una unió covalent permanent amb l'enzim.

#### Inhibidors de substrats basats en acceptors d'àcid siàlic
La major part d'aquest tipus d'inhibidors han mostrat bons efectes contra la neuraminidasa, però una activitat inhibidora feble contra la trans-sialidasa; per exemple, el gangliòsid és un excel·lent inhibidor contra la neuraminidasa, però feble contra la trans-sialidasa. I, és que el gangliòsid GM3 és un dels inhibidors més potents perquè és a la vegada un acceptor i un donador, però quan l'àcid siàlic té carbonis modificats aquest inhibidor ja no funciona del tot bé.